# Korosee

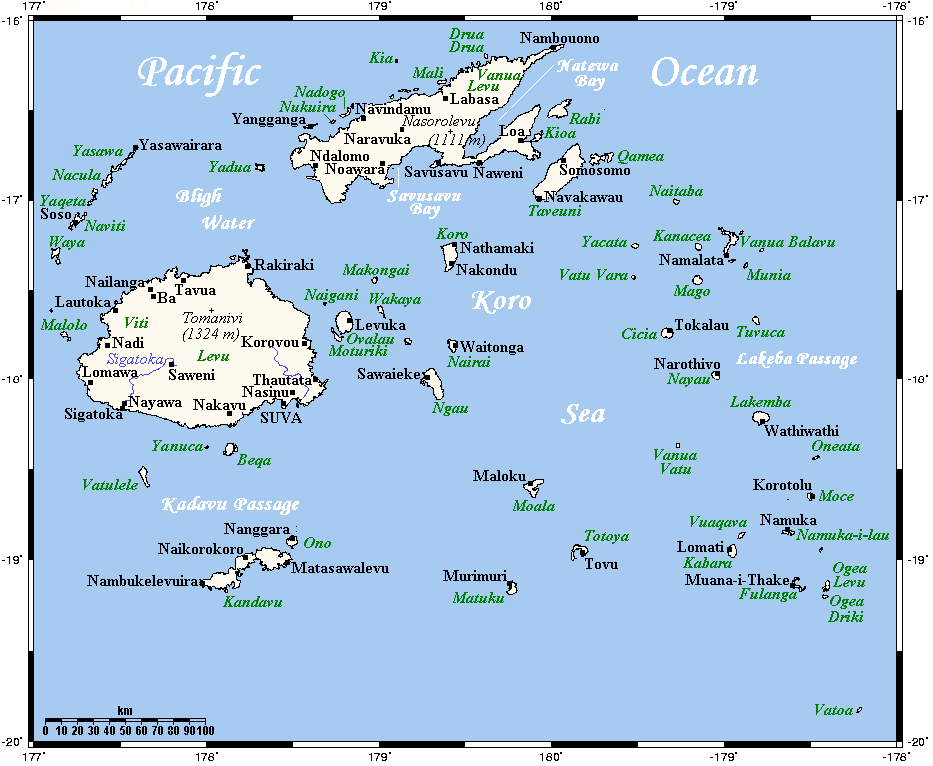
Karte von Fidschi mit Korosee und -insel

Die Korosee ist der Teil des Pazifischen Ozeans, der umgeben ist von den Inseln Viti Levu im Westen, Vanua Levu im Norden und den Lau-Inseln im Osten, die alle zum Inselstaat Fidschi gehören. Das Meer ist nach der Insel Koro benannt. 
Koordinaten: 17° 40′ S, 179° 50′ O